# Lost in the Dream
Lost in the Dream är ett musikalbum från 2014 av indierockbandet The War on Drugs och gavs ut av skivbolaget Secretly Canadian. Låtarna skrevs av Adam Granduciel. Detta var The War on Drugs tredje studioalbum och femte utgivna skiva.
Albumet blev kritikerrosad av den internationella recensentkåren.

## Låtlista
1. Under the Pressure – (8:51)
2. Red Eyes – (4:58)
3. Suffering – (6:00)
4. An Ocean in Between the Waves – (7:11)
5. Disappearing – (6:49)1
6. Eyes to the Wind – (5:55)
7. The Haunting Idle – (3:08)
8. Burning – (5:46)
9. Lost in the Dream – (4:08)
10. In Reverse – (7:41)

1 Granduciel hade hjälp av Michael Johnson med att skriva texten till Disappearing.

## Medverkande
- Adam Granduciel – sång, trummor munspel, rhodes-piano, akustiska- och elektrisk gitarrer, orgel, piano, slagverk och synthesizer och slidegitarr.
- David Hartley – elbas, slagverk och synthesizer.
- Robbie Bennett – orgel, piano och synthesizer.
- Charlie Hall – trummor.
- Anthony LaMarca – gitarr.

Källa: 

### Fotnoter
1. 1 2  ”The War on Drugs - Lost In The Dream”. SecretlyCanadian.com. Arkiverad från originalet den 15 mars 2015. https://web.archive.org/web/20150315031428/http://secretlycanadian.com/onesheet.php?cat=SC310. Läst 7 mars 2015.
2. ↑  ”Reviews for Lost in the Dream by The War on Drugs”. Metacritic.com. http://www.metacritic.com/music/lost-in-the-dream/the-war-on-drugs.
3. ↑  Menconi, David. ”The War on Drugs conjure a gorgeous, wide-open claustrophobia on 'Lost in the Dream'”. Spin.com. http://www.spin.com/reviews/the-war-on-drugs-lost-in-the-dream-SPIN-essential/.
4. ↑  Simpson, Dave. ”The year music critics surrendered to the War on Drugs”. TheGuardian.com. http://www.theguardian.com/music/2014/dec/29/year-music-critics-war-on-drugs.
5. ↑  ”Lost in the Dream – The War on Drugs - Credits”. AllMusic.com. http://www.allmusic.com/album/lost-in-the-dream-mw0002604506/credits.